# Slaměný kuželový klobouk

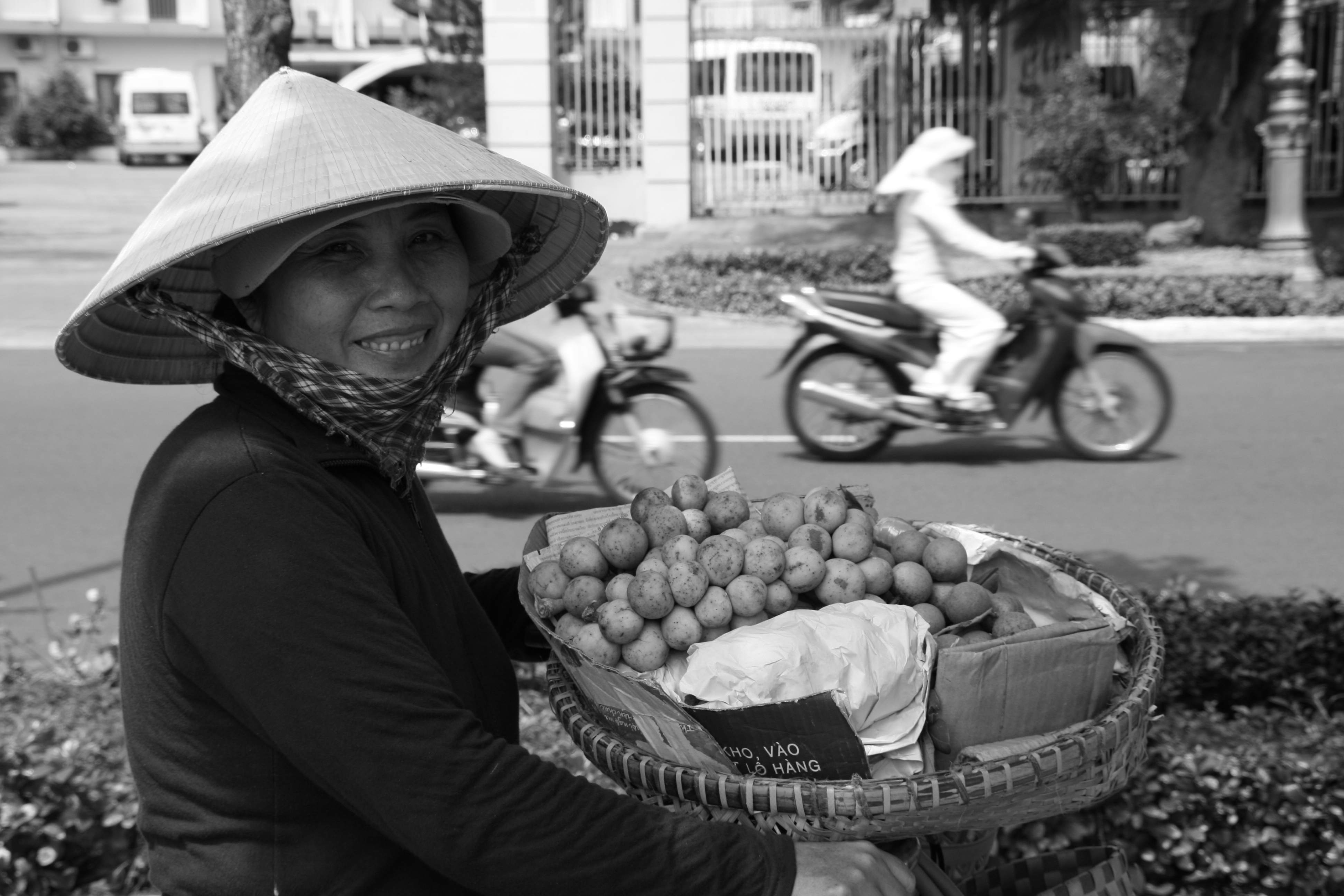
Vietnamská žena

Slaměný kuželový klobouk má původ v jižní a jihovýchodní Asii. Na hlavu se připevňuje většinou šátkem. Jeho kuželový tvar má sloužit k tomu, aby ochraňoval hlavu před sluncem a deštěm a zároveň ochlazoval hlavu, ponoříme-li ho do vody.
V Japonsku se nazývá sugegasa (菅笠), v Číně dǒu lì (斗笠) a ve Vietnamu Nón lá.

## Související článek
- slaměný klobouk